# Франсеш
Франсе́ш (фр. Fransèches) — коммуна во Франции, находится в регионе Лимузен. Департамент коммуны — Крёз. Входит в состав кантона Сен-Сюльпис-ле-Шан. Округ коммуны — Обюссон.
Код INSEE коммуны — 23086.

## Население
Население коммуны на 2010 год составляло 246 человек.
| 1962 | 1968 | 1975 | 1982 | 1990 | 1999 | 2010 |
| ---- | ---- | ---- | ---- | ---- | ---- | ---- |
| 357  | 341  | 287  | 248  | 239  | 267  | 246  |

## Экономика
В 2010 году среди 144 человек трудоспособного возраста (15—64 лет) 99 были экономически активными, 45 — неактивными (показатель активности — 68,8 %, в 1999 году было 73,0 %). Из 99 активных жителей работали 89 человек (49 мужчин и 40 женщин), безработных было 10 (5 мужчин и 5 женщин). Среди 45 неактивных 6 человек были учениками или студентами, 30 — пенсионерами, 9 были неактивными по другим причинам.